# 南島原市立口之津小学校
南島原市立口之津小学校（みなみしまばらしりつ くちのつしょうがっこう）は、長崎県南島原市口之津町丁にある公立小学校。略称は「口小」。

## 概要
歴史
2005年（平成17年）に以下の口之津町立小学校3校が統合されて現在地に校舎が完成し、開校。2015年（平成27年）に創立10周年を迎える。
- 口之津町立第一小学校（〒859-2502 口之津町甲（町名）2061番1号、北緯32度36分23.9秒 東経130度11分7.2秒）
- 口之津町立第二小学校（〒859-2503 口之津町丁（早崎名）4073番地、北緯32度36分50.8秒 東経130度11分33.1秒）
- 口之津町立第三小学校（〒859-2501 口之津町乙（東大屋名）2240番地、北緯32度35分57.2秒 東経130度10分31.4秒）

学校教育目標
「心豊かで、よく考え工夫する、心身ともにたくましい児童の育成」
校章
統合により、新しく制定された。ウルトラマンの顔に似ている。
校区
南島原市の後に「口之津町」が続く地域。中学校区は南島原市立口之津中学校。

## 沿革
前史（第一小学校）

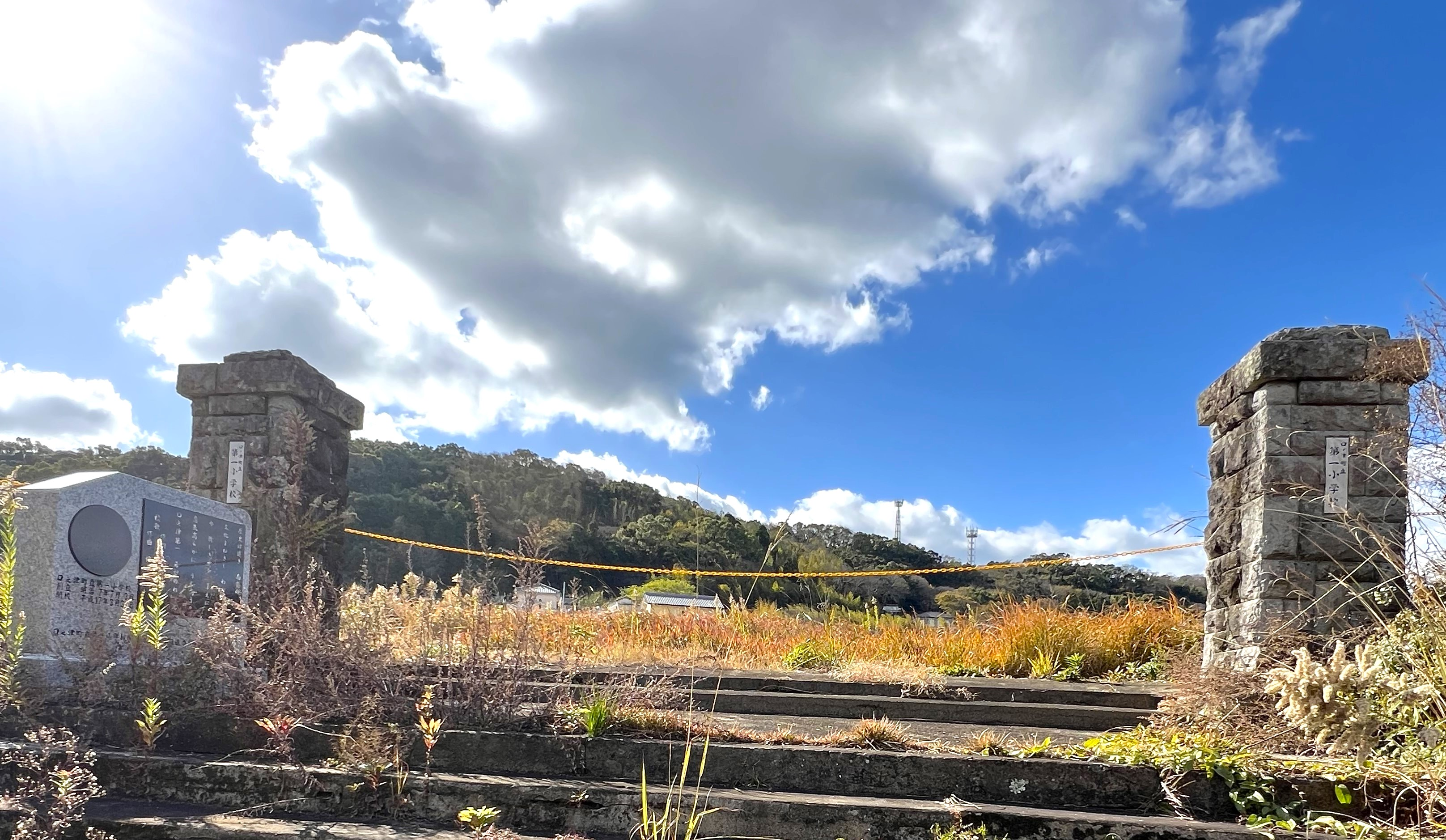
旧・第一小学校跡

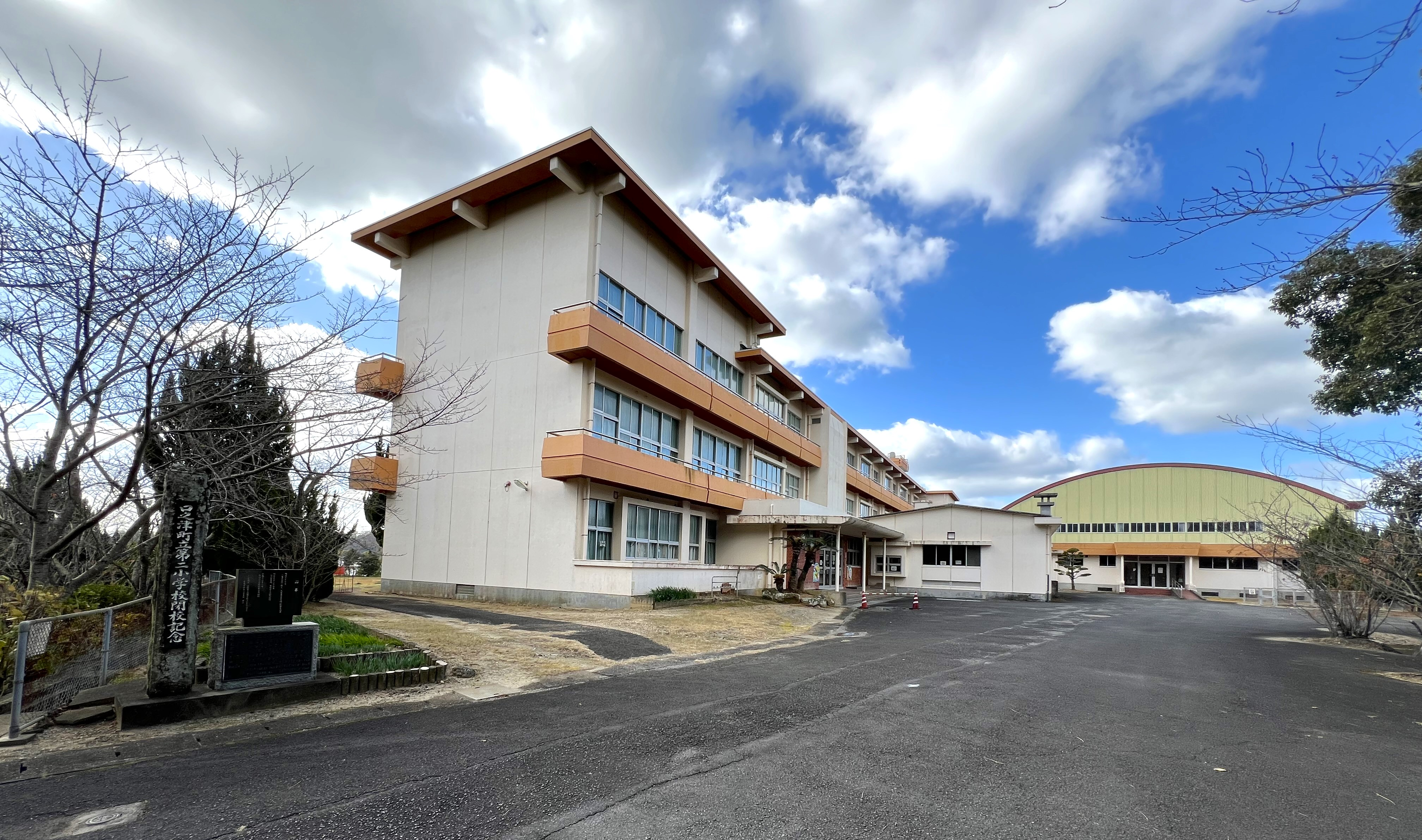
旧・第二小学校跡

- 1874年（明治7年）7月 - 「第五大学区第三中学区磨智小学校」が焚場[5]に開校。
- 1879年（明治12年） - 「口之津学区公立磨智小学校」が八坂町に設立される。
- 1884年（明治17年）6月 - 「口之津学区中等口之津小学校」となる。
  - 大屋小学校（後の第二小学校）と早崎小学校（後の第三小学校）を統合し、大屋分校・早崎分校とする。
- 1886年（明治19年）
  - 11月 - 小学校令の施行により「尋常口之津小学校」として独立。修業年限を4年とする。
    - 大屋分校と早崎分校が分離し、それぞれ「簡易大屋小学校」（修業年限3年）、「簡易早崎小学校」（修業年限3年）となる。

  - この年 - 南串山村に（長崎県）「第六高等小学校」が設置される。口之津村を含む南高来郡6村[6]の児童を対象とした[7]。
- 1889年（明治22年）
  - 4月 - 町村制の施行により口之津村立の小学校となる。
  - この年 - 第六高等小学校が口之津の玉峰寺に移転[7]。
- 1893年（明治26年）
  - 4月 - 「口之津尋常小学校」に改称（「尋常」の位置が変更となる）。
  - この年 - 第六高等小学校が廃止され、口之津加津佐南有馬三ヶ村連合高等小学校が口之津村に開校[7]。
- 1900年（明治33年）- 学校組合から南有馬村が脱退し、「口之津加津佐両村連合口加[8]高等小学校」が口之津村境川に設置される[7]。
- 1901年（明治34年）1月 - 尋常小学校が八坂町に移転。
- 1907年（明治40年）
  - 2月11日 - 尋常小学校が堤尻に移転。この日を創立記念日に制定。
  - 4月1日 - 小学校令の改正で義務教育年限が4年から6年に延長されたことにより、尋常科5年を新設。
- 1908年（明治41年）4月 - 「口之津第一尋常小学校」に改称。
- 1912年（明治45年）4月 - 校舎を増築。
- 1921年（大正10年）8月 - 口之津第一実業補習学校が併設される。
- 1926年（大正15年）7月 - 口之津青年訓練所が併設される。
- 1928年（昭和3年）
  - 1月1日 - 口之津町の発足により、口之津町立の小学校となる。
  - この年 - 加津佐町との学校連合を解消し、「口之津高等小学校」を設置[7]。
- 1931年（昭和6年）4月1日 - 口之津高等小学校（高等科）を併設し、「口之津第一尋常高等小学校」（尋常科6年・高等科2年）に改称。
- 1935年（昭和10年）6月 - 青年学校令の施行により、併設の実業補習学校と青年訓練所が統合され、口之津青年学校となる。
- 1941年（昭和16年）4月1日 - 国民学校令の施行により、「口之津第一国民学校」に改称。尋常科を初等科に改める（初等科6年・高等科2年）。
- 1947年（昭和22年）4月1日 - 学制改革（六・三制の実施）により、「口之津町立第一小学校」に改称。
  - 新制中学校　口之津町立口之津中学校の分校が設置される。
- 1948年（昭和23年）10月 - 中学校校舎の完成により、中学校分校が廃止される。
- 1951年（昭和26年）3月 - 6教室を新築。旧校舎10教室を解体し、運動場とする。
- 1953年（昭和28年）3月 - 簡易給水施設が完成。
- 1956年（昭和31年）2月 - 創立50周年を記念して図書館が完成。
- 1960年（昭和35年）12月 - 校舎を改築。
- 1970年（昭和45年）10月 - 完全給食を開始。
- 1974年（昭和49年）9月 - 旧校舎を解体し、仮校舎を設置。
- 1975年（昭和50年）9月 - 新校舎が完成し移転を完了。
- 1979年（昭和54年）5月 - 体育館が完成。
- 2005年（平成17年）3月31日 - 統合のため閉校。閉校後、体育館は「口之津第一体育館」として使用されていたが、現在は校舎、体育館ともに解体され、更地となっている。

前史（第二小学校）
- 1874年（明治7年）7月 - 「第五大学区第三中学区二番小学校」が大屋木之崎に開校。
- 1879年（明治12年）12月 - 「口之津学区公立大屋小学校」に改称。
- 1883年（明治16年）- 富士山に分舎を設置。
- 1884年（明治17年）6月 - 統合により「口之津学区中等口之津小学校大屋分校」となる。
- 1886年（明治19年）11月 - 小学校令の施行により「簡易大屋小学校」として独立。修業年限を3年とする。富士山分舎を廃止。
- 1889年（明治22年）4月 - 町村制の施行により口之津村立の小学校となる。
- 1893年（明治26年）4月 - 「大屋尋常小学校」に改称。修業年限を4年とする。
- 1896年（明治29年）- 宮之脇に移転。
- 1907年（明治40年）4月 - 小学校令の改正で義務教育年限が4年から6年に延長されたことにより、尋常科5年を新設。
- 1908年（明治41年）
  - 4月 - 「口之津第二尋常小学校」に改称。
  - 5月 - 木之崎に移転。
- 1926年（大正15年）2月 - 西側校舎3教室が完成。
- 1928年（昭和3年）1月1日 - 口之津町の発足により、口之津町立の小学校となる。
- 1931年（昭和6年）4月1日 - 高等科を併設し、「口之津第二尋常高等小学校」（尋常科6年・高等科2年）に改称。
- 1932年（昭和7年）4月1日 - 高等科を廃止し、「口之津第二尋常小学校」（尋常科6年）となる。
- 1935年（昭和10年）2月 - 2階建ての木造校舎（4教室）が完成。
- 1941年（昭和16年）4月1日 - 国民学校令の施行により、「口之津第二国民学校」に改称。尋常科を初等科に改める（初等科6年）。
- 1947年（昭和22年）4月1日 - 学制改革（六・三制の実施）により、「口之津町立第二小学校」に改称。
  - 新制中学校　口之津町立口之津中学校の分校が設置される。
- 1948年（昭和23年）10月 - 中学校校舎の完成により、中学校分校が廃止される。
- 1951年（昭和26年）
  - 5月 - 運動場を拡張。
  - 6月 - 東側に1教室が完成。
- 1955年（昭和30年）7月 - 東側に2階建ての教室が完成。
- 1966年（昭和41年）4月1日 - 特殊学級を設置。
- 1970年（昭和45年）9月 - 完全給食を開始。
- 1972年（昭和47年）3月31日 - 特殊学級を廃止。
- 1978年（昭和53年）9月 - 鼻崎山に新校舎が完成し移転を完了。
- 1979年（昭和54年）2月 - 体育館が完成。
- 2005年（平成17年）3月31日 - 統合のため閉校。跡地は南島原市立口之津第二体育館、南島原市アーカイブス事業文書センターとして利用されている。

前史（第三小学校）

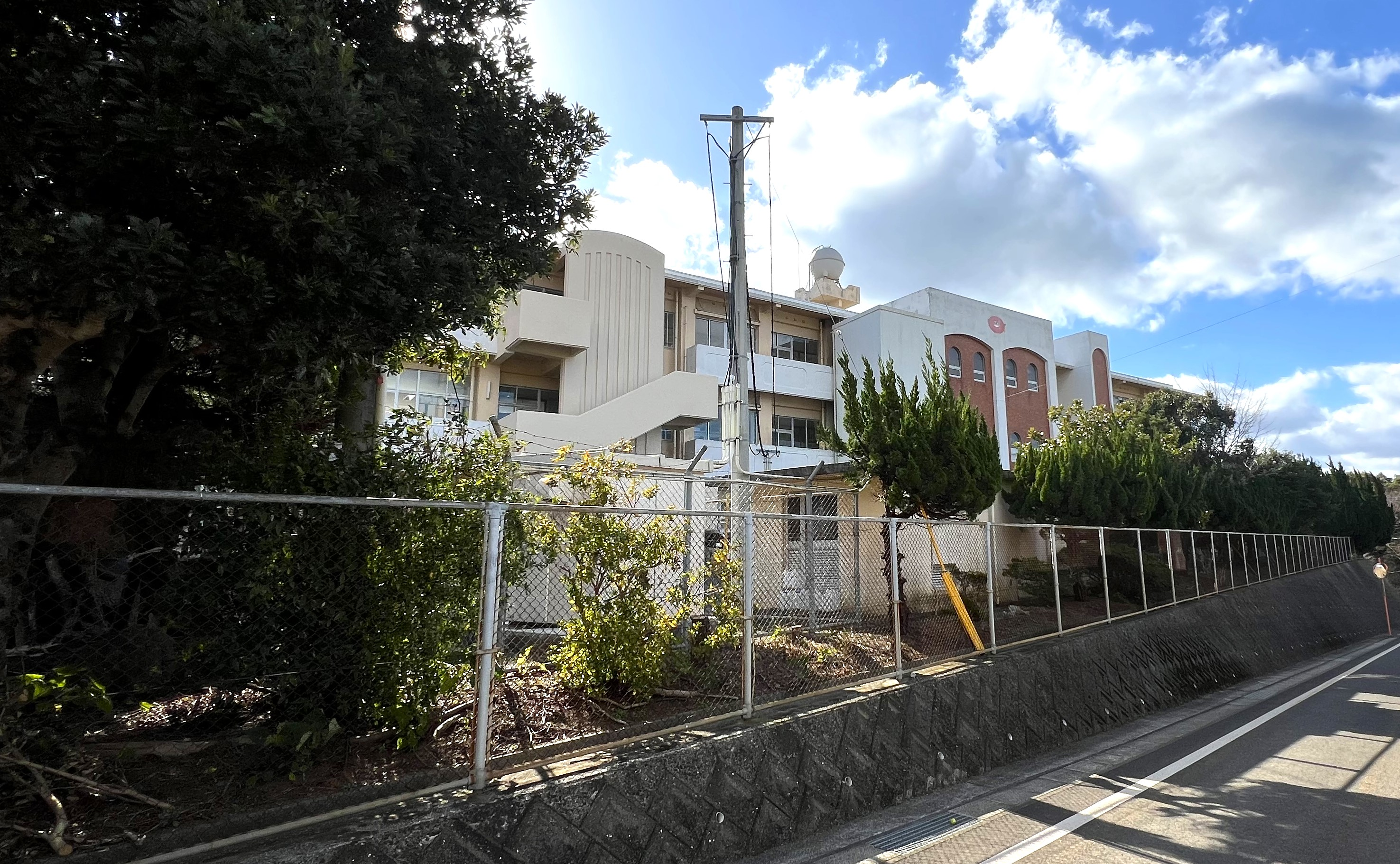
旧・第三小学校跡

- 1874年（明治7年）10月13日 - 「第五大学区第三中学区早崎小学校」が浜の倉庭[9]に開校。
- 1884年（明治17年）6月 - 統合により「口之津学区中等口之津小学校早崎分校」となる。
- 1886年（明治19年）11月 - 小学校令の施行により「簡易早崎小学校」として独立。修業年限を3年とする。
- 1889年（明治22年）
  - 4月 - 町村制の施行により口之津村立の小学校となる。
  - 9月 - 加美に移転。
- 1893年（明治26年）3月 - 「早崎尋常小学校」に改称。修業年限を4年とする。
- 1896年（明治29年）2月 - 校舎を増築。
- 1907年（明治40年）4月 - 小学校令の改正で義務教育年限が4年から6年に延長されたことにより、尋常科5年を新設。
- 1908年（明治41年）4月 - 「口之津第三尋常小学校」に改称。尋常科6年を新設。
- 1909年（明治42年）12月 - 義務教育年限の延長により収容児童数が増加したため、校舎を増築。
- 1913年（大正2年）- 校地を拡張。
- 1925年（大正14年）- 校地を拡張。
- 1928年（昭和3年）1月1日 - 口之津町の発足により、口之津町立の小学校となる。
- 1934年（昭和9年）11月 - 校舎を増築。グラウンドを拡張。
- 1941年（昭和16年）4月1日 - 国民学校令の施行により、「口之津第三国民学校」に改称。尋常科を初等科に改める。
- 1947年（昭和22年）4月1日 - 学制改革（六・三制の実施）により、「口之津町立第三小学校」に改称。
- 1951年（昭和26年）5月 - 特別教室が完成。
- 1954年（昭和29年）9月 - 5教室を増築。
- 1970年（昭和45年）10月 - 完全給食を開始。
- 1981年（昭和56年）4月17日 - 新校舎が完成。
- 2005年（平成17年）3月31日 - 統合のため閉校。跡地は南島原市立口之津第三体育館、社会福祉法人コスモス会ウェルカム社口之津として使用されている。

統合・口之津小学校
- 2005年（平成17年）
  - 4月1日 - 口之津町内の小学校3校が統合され、「口之津町立口之津小学校」が発足。
  - この年 - 現在地（希望の丘）に新校舎が完成。
- 2006年（平成18年）3月31日 - 南島原市の発足により「南島原市立口之津小学校」（現校名）に改称。
- 2009年（平成21年）4月1日 - 南島原市立口之津中学校との小中連携教育を開始。

## 周辺
- 南島原市立口之津学校給食センター
- 南島原市立口之津中学校
- 長崎県立口加高等学校
- 国立口之津海上技術学校
- 南島原警察署（旧・口之津警察署）
- 南島原市役所口之津支所
- 口之津大屋郵便局
- 口之津病院
- 静雲寺
- 口之津開田公園

## アクセス
最寄りのバス停
- 島鉄バス 「口之津」バス停

最寄りの鉄道駅
- 島原鉄道 「口之津駅」- 2008年（平成20年）4月1日に廃線となった。

最寄りの国道・県道
- 国道389号
- 国道251号（島原街道）

最寄りの港
- 口之津港 - 島鉄フェリーが熊本県天草市の鬼池港との間を結んでいる。

## 参考資料
- 「口之津町史 郷土の歩み」（1979年（昭和54年）3月10日初版・1991年（平成3年）3月25日再版、編集:白石正秀、発行:口之津町）p.114 -
- 「加津佐郷土史 加津佐史話」（1973年（昭和48年）6月1日発行、著者:林田第壱號）p.227 -